# Espumoso
Espumoso is een gemeente in de Braziliaanse staat Rio Grande do Sul. De gemeente heeft een oppervlakte van 783,11 km² en telde in 2007 14.991 inwoners. Espumoso werd in 1955 opgericht en maakte daarvoor deel uit van de gemeente Soledade. Haar voornaamste economische activiteit is de landbouw.